# Curva di Hjulström

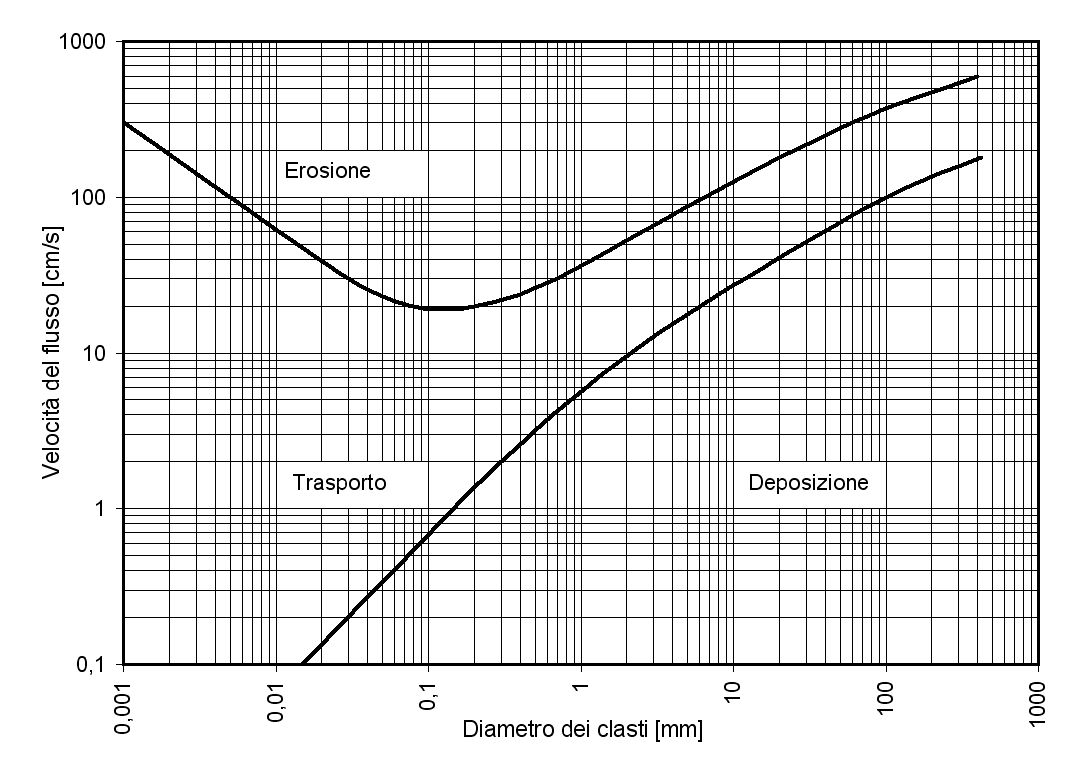
Curva di Hjulström: Velocità di un corso d'acqua in cm/s) in funzione delle dimensioni dei clasti, in mm). Si evidenziano le aree di erosione, di trasporto e di deposito

La curva di Hjulström è un diagramma utilizzato in idrologia per determinare empiricamente le aree di erosione, di trasporto e di deposizione dei clasti nei corsi d'acqua in funzione delle loro dimensioni e della velocità della corrente.

## Descrizione
La curva porta il nome del geografo svedese Filip Hjulström il quale la descrisse in origine nella sua tesi di dottorato, discussa nel 1935 all'Università di Uppsala, in cui erano riportate le osservazioni eseguite sul fiume svedese Fyris. Il materiale eroso dal corso d'acqua viene assunto dalla corrente e trasportato verso valle; questo trasporto può avvenire:
- in soluzione nell'acqua (nel caso di materiale solubile, per esempio ioni)
- in sospensione (nel caso di materiale solido di grana fine, per esempio argilla)
- per saltazione (nel caso di materiale più grossolano, che può essere depositato per trascinamento sul fondo del corso d'acqua, per esempio sabbie grossolane o ghiaia di piccole dimensioni)

Hjulstrom osservò l'esistenza di un rapporto diretto fra le dimensioni del materiale trasportato e la velocità del corso d'acqua, tale che se la velocità delle acque è elevata, anche il materiale più grossolano può essere trasportato a valle. 
La curva di Hjulström mette la relazione il logaritmo delle velocità di un corso d'acqua (in ordinata nella figura a lato) col logaritmo del diametro dei clasti (in ascissa). Come si evidenzia dal diagramma, a seconda che la velocità del corso d'acqua e dimensioni del materiale possono essere definite le aree di erosione, le aree di trasporto e quelle di sedimentazione. 
- L'andamento della curva che separa l'area del trasporto da quella della sedimentazione (la curva inferiore, nella figura) mostra come il logaritmo della sedimentazione sia proporzionale alle dimensioni (e al peso) dei clasti. Gli elementi di diametro < 0,001 mm rimangono in sospensione
- L'andamento della curva che separa l'area dell'erosione da quella del trasporto mostra che per trasportare gli elementi più piccoli, attorno a 0,001 mm, occorrono velocità di flusso molto elevate, verosimilmente a causa della maggiore coesione; velocità molto minori permettono il trasporto degli elementi tra 0,01 e 0,1 mm; per elementi di diametro superiore a 0,1 mm l'andamento della curva diventa parallela a quella, vista sopra, che limitava le aree fra il trasporto e la sedimentazione, in quanto gli elementi più grossi possono essere trasportati con velocità di flusso maggiori.